# Tomasz Zahorski
Tomasz Zahorski (ur. 22 listopada 1984 w Olsztynie) – polski piłkarz występujący na pozycji napastnika, reprezentant Polski.

## Kariera klubowa

### Wczesne lata
Swoją karierę piłkarską rozpoczynał w Pisie Barczewo, z której przeniósł się do Stomilu Olsztyn. Później grał w Tęczy Biskupiec i ponownie w Pisie. W sezonie 2004/05 przeniósł się do OKS-u 1945 Olsztyn, w którym występował do jesieni 2005. Wiosnę sezonu 2005/06 rozegrał w barwach ekstraklasowej Dyskobolii Grodzisk Wielkopolski. Tam debiutował 4 marca w spotkaniu przeciwko Wiśle Kraków, przegranym przez jego zespół 2-1. Tomasz zdobył jednak w tym meczu bramkę w 85 minucie. W rundzie wiosennej sezonu 2006/2007 był wypożyczony do Górnika Łęczna.

### Górnik Zabrze
14 czerwca 2007 podpisał czteroletni kontrakt z Górnikiem Zabrze. Klub musiał wyłożyć 800 tys. zł. Niektórzy twierdzili, że nie jest wart tych pieniędzy, gdyż nie strzelał goli w polskiej lidze. Do reprezentacji powołał go jednak Leo Beenhakker. Po wizycie na zgrupowaniu kadry, Tomasz zaczął zdobywać gole w ekstraklasie. W zakończonym sezonie 2007/08 10 razy umieszczał piłkę w siatce rywali. W Wielkich Derbach Śląska 2 marca 2008 roku strzelił 1 bramkę.

### Dalsze losy
Od 31 stycznia 2012 był zawodnikiem MSV Duisburg. 11 czerwca 2012 roku Zahorski podpisał kontrakt z Jagiellonią Białystok, który 28 grudnia 2012 roku rozwiązał za porozumieniem stron (kontrakt miał obowiązywać do 30 czerwca 2014).

### Powrót do Górnika
23 stycznia 2013 Zahorski podpisał półroczny kontrakt z opcją przedłużenia z Górnikem Zabrze. W rundzie wiosennej Ekstraklasy rozegrał osiem spotkań, strzelił gola Piastowi Gliwice.

### San Antonio Scorpions
Po wygaśnięciu kontraktu z Górnikiem, Zahorski podpisał 23 lipca 2013 roku półroczny kontrakt z występującą w NASL drużyny San Antonio Scorpions. Dzień przed podpisaniem kontraktu zagrał 45 minut w towarzyskim meczu z Dorados de Sinaloa, notując debiut w nowej ekipie.

### GKS Katowice
4 lutego 2016 roku Zahorski został zawodnikiem I-ligowego GKS-u Katowice. 31-letni napastnik związał się półrocznym kontraktem.

### OKS Stomil Olsztyn
16 czerwca 2016 roku Zahorski został zawodnikiem I-ligowego Stomilu Olsztyn. Do Olsztyńskiego klubu wrócił po dziesięciu i pół roku gry w innych zespołach.

## Kariera reprezentacyjna
2 października 2007 Tomasz Zahorski otrzymał od trenera Leo Beenhakkera powołanie na mecze reprezentacji Polski z Kazachstanem (kwalifikacje do Mistrzostw Europy 2008) i z Węgrami (towarzyski). W barwach „biało-czerwonych” zadebiutował w tym drugim meczu, rozegranym 17 października 2007 roku w Łodzi, wchodząc na boisko w drugiej połowie spotkania. W meczu o punkty zadebiutował grając przeciwko Serbii w Eliminacjach Mistrzostw Europy 2008, rozegranym 21 października 2007. Do tej pory w barwach reprezentacji Polski rozegrał 13 spotkań strzelając jednego gola (przeciwko Estonii). 16 kwietnia 2008 został powołany do tzw. szerokiej kadry (31-osobowej) na Mistrzostwa Europy 2008. 8 maja dostał się do grupy 26 piłkarzy, która udała się na zgrupowanie przygotowawcze do EURO 2008. 28 maja został ostatecznie powołany do 23-osobowej kadry na Euro 2008. Na boiskach Austrii i Szwajcarii zagrał z numerem 21 na koszulce.

### Występy w reprezentacji
| Mecze i gole w reprezentacji | Mecze i gole w reprezentacji | Mecze i gole w reprezentacji | Mecze i gole w reprezentacji | Mecze i gole w reprezentacji | Mecze i gole w reprezentacji | Mecze i gole w reprezentacji                                           |
| #                            | Data                         | Miasto                       | Przeciwnik                   | Gol                          | Wynik                        | Rozgrywki                                                              |
| ---------------------------- | ---------------------------- | ---------------------------- | ---------------------------- | ---------------------------- | ---------------------------- | ---------------------------------------------------------------------- |
| 1.                           | 17.10.2007                   | Łódź                         | Węgry                        |                              | 0:1                          | towarzyski, zmienił Mariusza Lewandowskiego                            |
| 2.                           | 21.11.2007                   | Belgrad                      | Serbia                       |                              | 2:2                          | elim. Euro 2008, zmienił Kamila Kosowskiego                            |
| 3.                           | 15.12.2007                   | Kundu                        | Bośnia i Hercegowina         |                              | 1:0                          | towarzyski, (nieuznawany przez FIFA)                                   |
| 4.                           | 02.02.2008                   | Pafos                        | Finlandia                    |                              | 1:0                          | towarzyski, (nieuznawany przez FIFA), zmienił Wojciecha Łobodzińskiego |
| 5.                           | 06.02.2008                   | Larnaka                      | Czechy                       |                              | 2:0                          | towarzyski, zmienił Euzebiusza Smolarka                                |
| 6.                           | 27.02.2008                   | Wronki                       | Estonia                      | Gol                          | 2:0                          | towarzyski, zmienił Marka Zieńczuka                                    |
| 7.                           | 26.05.2008                   | Reutlingen                   | Macedonia Północna           |                              | 1:1                          | towarzyski                                                             |
| 8.                           | 27.05.2008                   | Reutlingen                   | Albania                      |                              | 1:0                          | towarzyski, zmienił Macieja Żurawskiego                                |
| 9.                           | 01.06.2008                   | Chorzów                      | Dania                        |                              | 1:1                          | towarzyski, zmieniony przez Wojciecha Łobodzińskiego                   |
| 10.                          | 16.06.2008                   | Klagenfurt am Wörthersee     | Chorwacja                    |                              | 0:1                          | EURO 2008, zmienił Marka Saganowskiego                                 |
| 11.                          | 20.08.2008                   | Lwów                         | Ukraina                      |                              | 0:1                          | towarzyski, zmienił Euzebiusza Smolarka                                |
| 12.                          | 14.12.2008                   | Antalya                      | Serbia                       |                              | 0:1                          | towarzyski, zmienił Dawida Janczyka                                    |
| 13.                          | 07.02.2009                   | Vila Real de Santo António   | Litwa                        |                              | 1:1                          | towarzyski, zmienił Pawła Brożka                                       |

## Kariera trenerska
W październiku 2020 dołączył do sztabu reprezentacji Polski U-16.

## Sukcesy
- 2006/07 – Puchar Polski (Dyskobolia Grodzisk Wielkopolski)
- 2006/07 – Puchar Ekstraklasy (Dyskobolia Grodzisk Wielkopolski)